# Орден «Материнская слава» (Монголия)
Орден «Материнская слава» (монг. «Алдарт эх» одон; букв. «Знаменитая мать») — орден (награда) МНР, а затем и Монголии, учреждённый в 1957 году вместе с законом «О награждении многодетных матерей». Награда является актуальной и по сей день, регулярно проводятся награждения. Самый распространённый орден в МНР и в Монголии.

## История

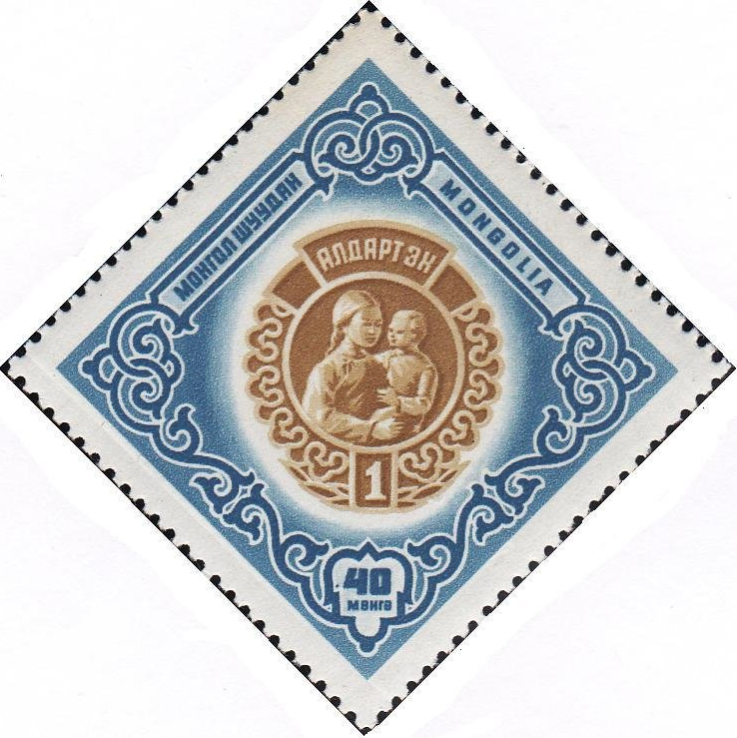
Марка МНР.

Практически вся наградная система МНР была выстроена по советской модели — были даны названия орденам и медалям, почти такие же, как и в СССР, с преобладающим (на ранних стадиях становления наградной системы) национальным колоритом. Аналогичная ситуация была и во Внутренней Монголии в период японской оккупации (см. награды Мэнцзяна).
Следуя из этого, после Второй мировой войны, возникла необходимость поощрения многодетных матерей. Малым хуралом было принято решение — принять соответствующий закон, позволяющий организовывать льготные услуги и материально поощрять многодетных матерей, а вместе с ним и учредить новую награду, по аналогии с СССР.

## Статут

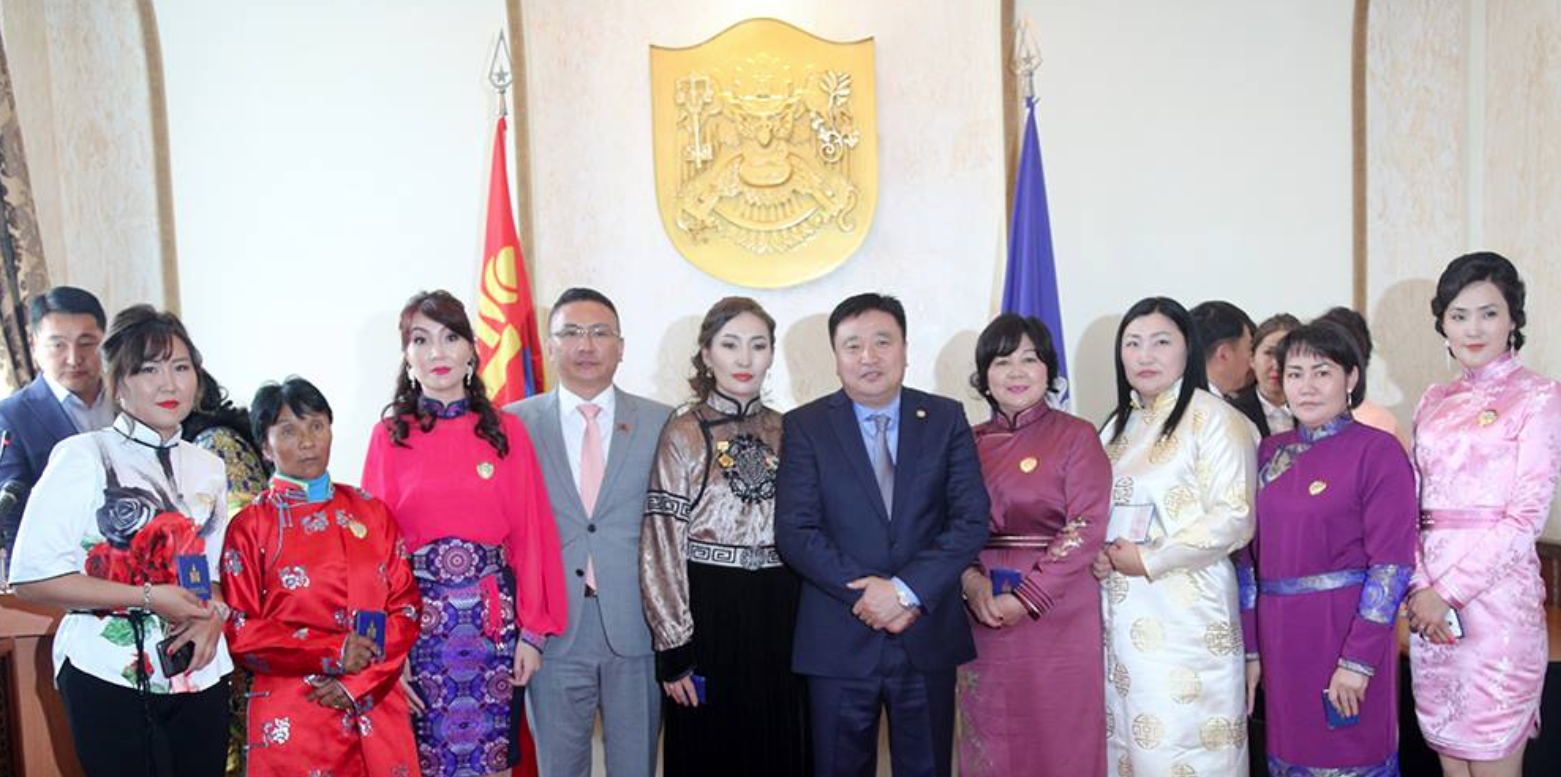
Сухбаатарын Батболд вручает ордена многодетным матерям Монголии, 2017 год.

Орденом «Материнская слава» в МНР награждались матери, воспитавшие и родившие:
- от 5 до 8 детей — || степень
- от 8 детей — | степень

В Монголии же, награждаются матери, родившие и воспитавшие:
- от 4 до 5 детей — || степень
- от 6 детей — | степень.[2]

При награждении учитывается здоровье детей.
Награждение производится по просьбе матери, необходимо осуществлять подачу всех необходимых документов, подтверждающих многодетность.
Кроме льгот и единоразовой выплаты, дамы ордена периодически получают денежные выплаты и подарки, их приглашают на различные мероприятия.

## Описание знака ордена
Эскизы для ордена разрабатывали многие художники. Большинство эскизов содержало в себе государственную символику, например, соёмбо, а мастера-медальеры рассчитывали, что ордена будут из благородных металлов и будут содержать в себе драгоценные и полудрагоценные камни, что было очень дорого и не соответствовало многим идеям.
В итоге, был одобрен эскиз художника Б. Тувшина, который уже разработал множество эскизов к медалям и орденам, например, к Ордену Полярной звезды, и был соавтором эскиза знака Героя МНР.
Знак изготавливался на Монетном дворе в СССР.
Знак имеет форму овала, выполнен из латуни.
Аверс : в центре знака размещён круглый медальон, покрытый голубой эмалью. На медальоне — изображение женщины с ребёнком на руках, на разных знаках это изображение может меняться. Сверху от медальона — изображение знамени, покрытого красной эмалью. В центре — надпись позолоченными цифрами «АЛДАРТ ЭХ» (Материнская слава). От знамени идёт вниз, по бокам от медальона, монгольский роговидный орнамент (монг. эвэр угалз). Ровно под медальоном — картуш, покрытый белой эмалью, на котором изображена арабская цифра «1», или «2», в зависимости от степени. В самом низу — лавровые листья, покрытые зелёной эмалью. Листья идут от картуша — четыре влево, четыре вправо.
Реверс гладкий. Из центра выходит винтовой штифт. Он, заодно, соединяет изображение женщины с ребёнком со знаком ордена, закреплён шестигранной гаечкой.
Иногда штифт может отсутствовать, а вместо него может стоять заколка.
Под штифтом написан номер ордена. Иногда могут быть клейма монетного двора, либо отсутствовать номер.
Ни ленты, ни орденской планки, знак не имеет.

Обложка удостоверения синяя. На ней, золотом выполнено соёмбо, снизу надпись «алдарт эх», ещё ниже «одонгийн үнэмлэх» (орденское удостоверение).

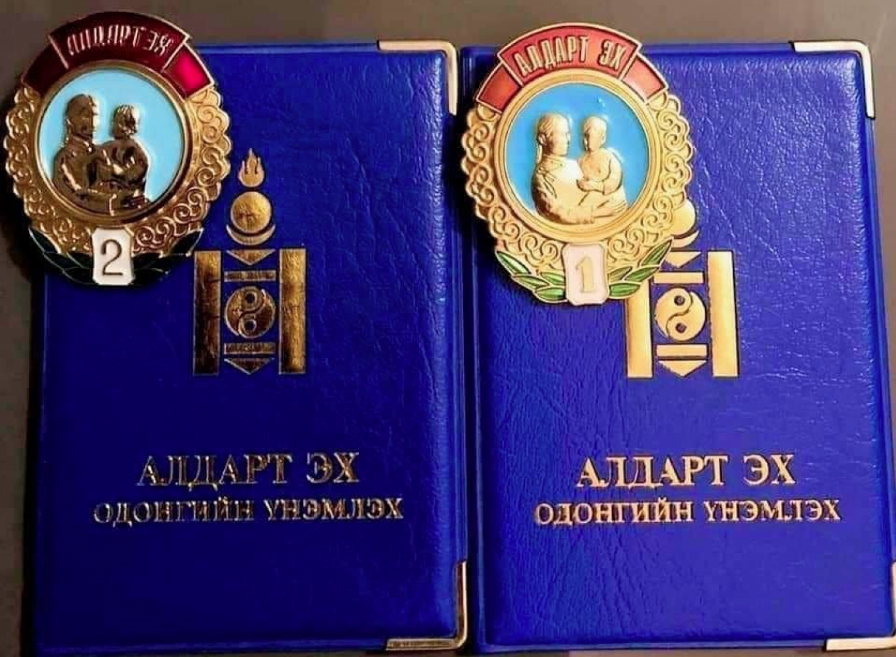
Удостоверения и знаки ордена
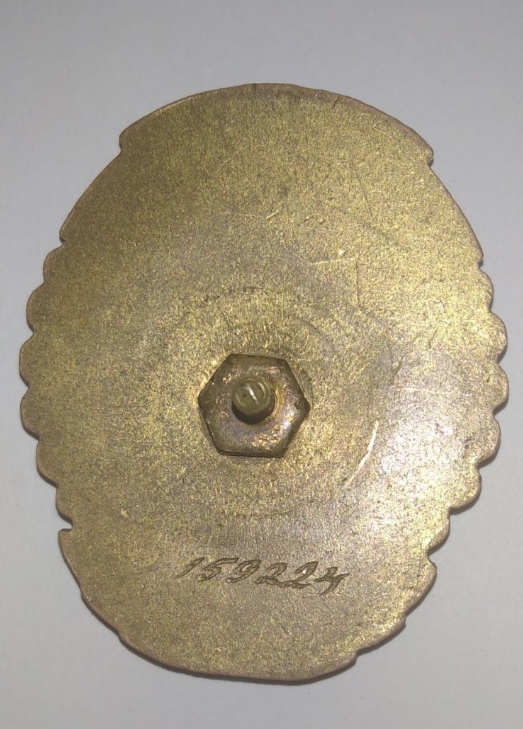
Реверс второй степени ордена